# Caramuru

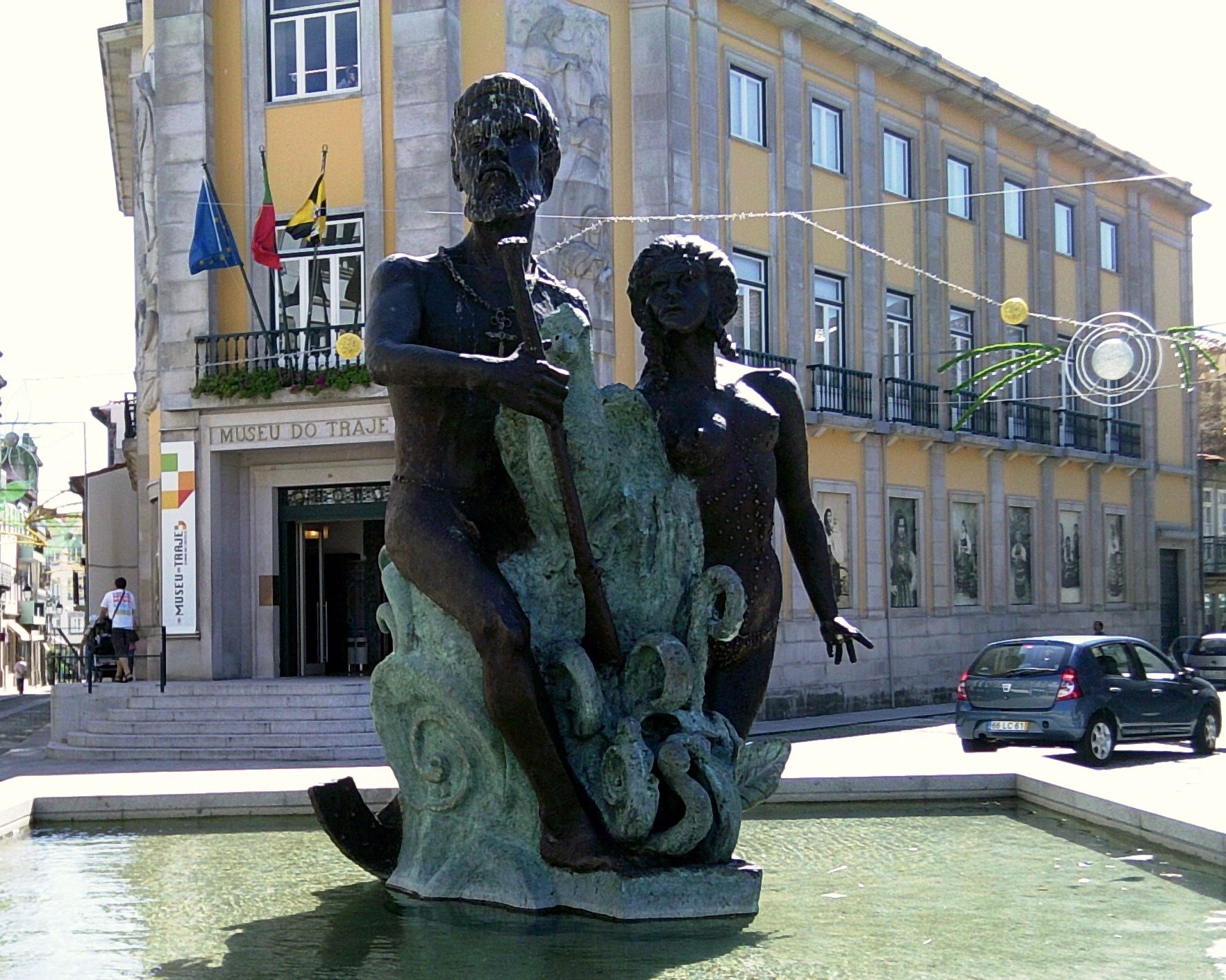
Caramuru und seine Frau Paraguaçu, Viana do Castelo (Portugal).

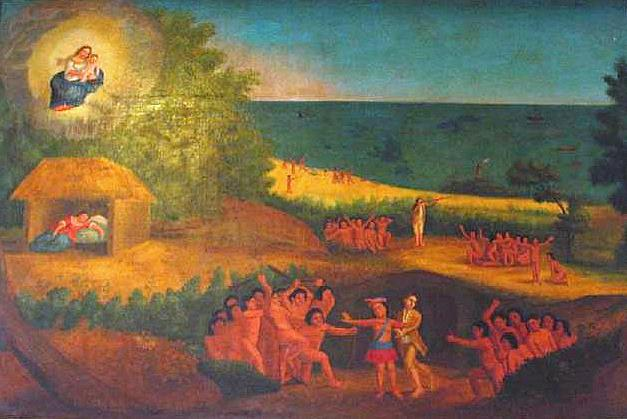
Ankunft von Diogo Álvares in Bahia (unbekannter Künstler, Benediktinerabtei Salvador, Bahia (Brasilien))

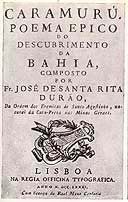
"Caramuru. Gedicht über die Entdeckung Bahias". Frei José de Santa Rita Durão, Faksimile, Titelseite der ersten Ausgabe, 1781.

Diogo Álvares Correia (* um 1475 in Viana do Castelo, Portugal; † 5. Oktober 1557 in Tatuapara, Bahia, Brasilien), genannt Caramuru, war ein portugiesischer Kolonist, der zu einer wichtigen Verbindungsperson zwischen den brasilianischen Ureinwohnern und der portugiesischen Krone wurde, die das Land im Jahre 1500 unter der Leitung von Pedro Álvares Cabral in Besitz genommen hatte. Álvares Correia überlebte einen Schiffbruch und lebte seitdem unter den Indios der brasilianischen Küstenregion. Von den Tupinambá-Indios erhielt er den Spitznamen Caramuru (Neunauge), weil er wie ein solcher Fisch nach seinem Schiffbruch zwischen den Küstenfelsen auftauchte.
Caramuru wird als der Gründer der bahianischen Stadt Cachoeira angesehen.

## Leben
Als Schiffbrüchiger eines französischen Schiffes erreichte Caramuru zwischen 1509 und 1510 die Gegend der heutigen Stadt Salvador da Bahia auf der Höhe des Flusses Rio Vermelho. Die Tagebuchaufzeichnung eines unbekannten Autors hielt dieses Geschehen fest:

„Auf der Reise nach São Vicente erlitt im Jahre 1510 Diogo Álvares, der dem Königshaus nahestand, Schiffbruch nahe beim Rio Vermelho, in Salvador in Bahia. Sämtliche Mitreisenden wurden durch die Indios der Tupinambá getötet, er aber überlebte und lebte von da an unter den Indios, die ihm den Spitznamen Caramuru gaben, was so viel heißt wie Neunauge.“

Aus der gleichen ungesicherten Quelle wird berichtet, dass er später den Namen „Sohn des Donners“ oder „Mann des knallenden Todes“ erhielt. Indios hätten ihm diese Namen gegeben, weil sie durch den Knall seines Gewehres so erschreckt worden seien, dass sie ihn töten und essen wollten, nachdem er damit einen Vogel abgeschossen hatte. 
Dann aber wurde Caramuru unter den Tupinambá so sehr willkommen geheißen, dass der Häuptling Taparica ihm eine seiner Töchter, Paraguaçu, zur Frau gab.
Über vier Jahrzehnte pflegte Caramuru Kontakte zu den europäischen Seefahrern, die vor der Küste Bahias vor Anker gingen, um Brasilholz und andere tropische Hölzer zu laden. Aufgrund guter Handelsbeziehungen zu den Franzosen aus der Normandie reiste er zwischen 1526 und 1528 dorthin, wo seine Frau in Saint-Malo auf den Namen Catarina Álvares Paraguaçu getauft wurde zu Ehren von Catherine des Granches, der Ehefrau von Jacques Cartier, die auch ihre Taufpatin war. Eine weitere Indianerin der Tupinambá, Perrine, wurde ebenfalls getauft, woraufhin sich gemäß einer anderen ungesicherten Quelle mehrere Indianerinnen aus Neid und Missgunst ins Meer stürzten, als sie Caramuru und Paraguaçu bei der Abfahrt aus Frankreich begleiteten.
Bis auf die Region von Pernambuco funktionierten alle geographischen Einheiten (genannt: Capitanias) der neuen Kolonie unwirtschaftlich, sodass ein provisorischer Leiter, Francisco Pereira Coutinho, eingesetzt werden musste, der wiederum Caramuru die Vermittlerfunktion zwischen den Kolonialherren und den Indios übertrug. Trotzdem konnte Caramuru nicht verhindern, dass Pereira Coutinho auf der Insel Itaparica von Indios getötet wurde.
Durch sein Leben unter den Indios war es Caramuru ein Leichtes, auch als Vermittler zwischen ihnen und den Missionaren zu fungieren. Anfangs vertrauten die Indios den Missionaren vom Orden der Jesuiten. Als diese jedoch Dörfer schufen, in denen die Indios leben sollten, starben viele an eingeschleppten Krankheiten wie den Pocken. So wurden sie dem neuen Glauben gegenüber misstrauisch und vermuteten, dass dieser Gott ihnen zürne.
1548 erließ der portugiesische König Johannes III. ein Dekret zur Bildung einer Verwaltung des Landes Brasilien und bat Caramuru darum, günstige Konditionen und einen guten Empfang der Expedition unter Leitung von Tomé de Souza zu schaffen.
Drei seiner Söhne mit Catarina (Kaspar, Gabriel und Georg) sowie ein Schwiegersohn (João de Figueredo) wurden in die bewaffnete Truppe von Thomé de Souza aufgenommen als Dank für die von ihm der portugiesischen Krone geleisteten Dienste.

## Rezeption
Caramurus Schiffbruch und sein Leben unter den Indios wurden im Jahre 1680 in einer Legende des Autors und Jesuitenpaters Simão de Vasconcelos verarbeitet. Aus dieser Legende inspirierte sich der Franziskaner Fr. José de Santa Rita Durão, der 1781 ein episches Gedicht in zehn Strophen über Caramurus Leben verfasste.